# Lake Hamilton (Arkansas)
Lake Hamilton es un lugar designado por el censo ubicado en el condado de Garland en el estado estadounidense de Arkansas. En el Censo de 2010 tenía una población de 2135 habitantes y una densidad poblacional de 213,67 personas por km².

## Geografía
Lake Hamilton se encuentra ubicado en las coordenadas 34°25′38″N 93°5′21″O / 34.42722, -93.08917. Según la Oficina del Censo de los Estados Unidos, Lake Hamilton tiene una superficie total de 9.99 km², de la cual 5.05 km² corresponden a tierra firme y (49.48%) 4.94 km² es agua.

## Demografía
Según el censo de 2010, había 2135 personas residiendo en Lake Hamilton. La densidad de población era de 213,67 hab./km². De los 2135 habitantes, Lake Hamilton estaba compuesto por el 89.37% blancos, el 5.85% eran afroamericanos, el 0.33% eran amerindios, el 1.5% eran asiáticos, el 0.05% eran isleños del Pacífico, el 0.98% eran de otras razas y el 1.92% pertenecían a dos o más razas. Del total de la población el 3% eran hispanos o latinos de cualquier raza.